# B.C. II: Grog’s Revenge
B.C. II: Grog’s Revenge ist ein Heimcomputer-Spiel aus dem Jahre 1984 von Sierra On-Line für den Commodore 64, ColecoVision, ZX Spectrum, Amstrad CPC, Atari 800/XL/XE und MSX. Es handelt sich dabei um das Nachfolgespiel von B.C.’s Quest for Tires und basiert auf dem Comic Strip  B.C. von Johnny Hart.

## Spielprinzip
Der Spieler kontrolliert den Höhlenmenschen Thor, der auf seinem Stein-Einrad die Umgebung erkundet. Thor ist dabei auf der Suche nach dem Sinn des Lebens und versucht diesen auf verschiedenen Bergen zu entdecken. 
Der Spieler steuert die Spielfigur durch die Berge und muss dabei Muscheln aufsammeln. Wie im Comic Strip werden die Muscheln als Zahlungsmittel eingesetzt. Im Spiel muss Thor mit den Muscheln einen anderen Höhlenmenschen, Peter, bezahlen, um zum nächsten Berg zu kommen.